# Tomáš Gundakar ze Šternberka
Tomáš Gundakar ze Šternberka (německy Thomas Gundakar von Sternberg; 13. ledna 1737 – 17. září 1802) byl český šlechtic z hlavní Damiánovy linie rodu Šternberků. 

## Život
Narodil se jako mladší syn hraběte Františka Filipa ze Šternberka a jeho manželky Marie Leopoldiny ze Starhembergu (1712–1800), dcery Konráda Zikmunda ze Starhembergu. Měl bratra Filipa Kristiána (1732–1811) a sestry Marii Josefu (1735–1803) a Mariu Leopoldinu, kněžnu z Lichtenštejna provdanou za Františka Josefa I. z Lichtenštejna a Annu Žofii (1738–1803).  
Tomáš Gundakar vstoupil do státních služeb, kde působil po 30 let, do roku 1792, jako říšský dvorní rada. Naposledy byl c. k. nejvyšší stabelmeister.  
Hrabě sloužil celkem čtyřem císařům Marii Terezii, Josefovi II., Leopoldovi II. a Františkovi I. a byl vyslán na mnoho čestných misí. V roce 1764 byl vybrán, aby zpravil vévodu Karla Alexandra Lotrinského, bratra císaře František I. Štěpána, o zvolení Josefa II. římským králem.  
V roce 1776 předal blahopřání od svého císaře ke sňatku ruského cara Pavla I. s jeho druhou manželkou, würtemberskou princeznou Žofií Dorotou.  
V roce 1782 ho císař Josef II. pověřil čestným doprovodem papeže Pia VI. na jeho zpáteční cestě z Vídně až k hranicím rakouské monarchie. Hrabě Tomáš Gundakar rovněž předal carskému dvoru zprávu o zvolení Františka II. římským císařem a v roce 1797 blahopřání císařského dvora pruskému králi Bedřichu Vilémovi III. k jeho nástupu na trůn. 
Hrabě Tomáš Gundakar ze Šternberka zemřel jako svobodný dne 17. září 1802 ve věku 65 let.